# Mariazeller Straße
Die Mariazeller Straße B 20 ist eine Landesstraße in Österreich und führt von St. Pölten in Niederösterreich nach Kapfenberg in der Steiermark. Sie hat eine Länge von 133,9 km und stellt eine Verbindung der Westautobahn A 1 und der Semmering Schnellstraße S 6 dar. Sie führt über Wilhelmsburg, Traisen, Lilienfeld und Türnitz durch das Traisental über Annaberg nach Mariazell, über den Steirischen Seeberg und Aflenz bis Kapfenberg.

## Sonstiges
Nahe der T-Kreuzung mit der Puchenstubner Straße steht in Lassingrotte zumindest seit Juni 2015 ein Gedenkstein, der an den Mehrfachmord von Annaberg (September 2013) erinnert.

## Geschichte

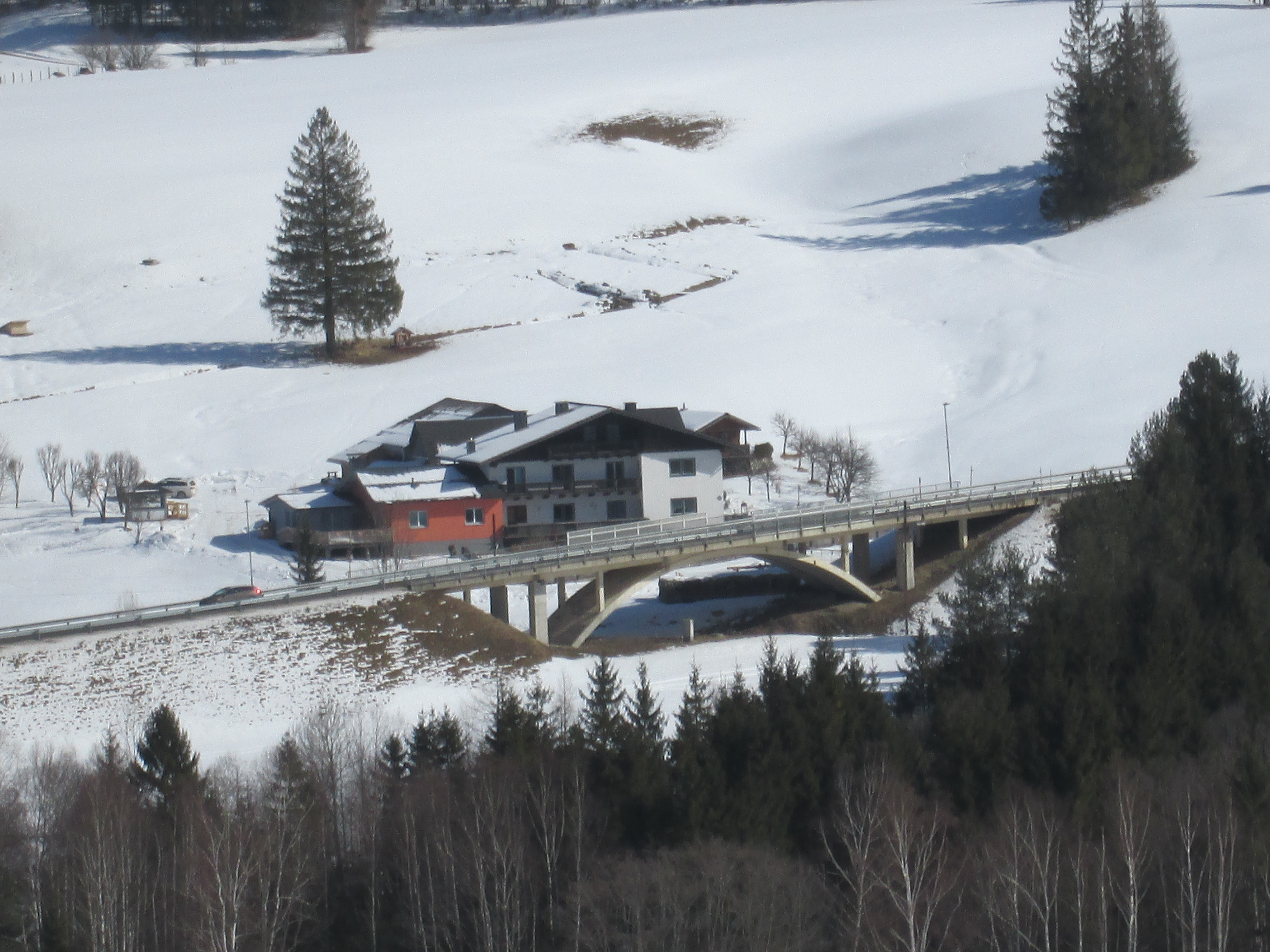
Bogenbrücke der B 20 Mariazeller Straße in Mitterbach am Erlaufsee (2018)

Die B 20 ist Teil der österreichischen Via Sacra. Die Straße von Mitterbach an der steirischen Grenze über Wiener-Bruck, Türnitz, Lilienfeld und Sankt Georgen am Steinfelde bis an die Wien-Linzer Straße bei St. Pölten gehört zu den 17 Straßen, die 1866 zu niederösterreichischen Landesstraßen erklärt wurden. 1854 bestanden vier Mautstationen in St. Pölten, Traisen, Lehenrotte und Annaberg, die der Staatskasse 12.500 Gulden an jährlicher Pacht einbrachten.
Die Mariazeller Straße von Sankt Pölten bis zur Landesgrenze bei Mitterbach wurde durch Verordnung der Bundesregierung vom 9. Juni 1933 zur Bundesstraße erklärt. Bis 1938 wurde die Mariazeller Straße als B 20 bezeichnet. Nach dem Anschluss Österreichs wurde diese Straße im Zuge der Vereinheitlichung des Straßensystems am 1. April 1940 in eine Reichsstraße umgewandelt und bis 1945 als Reichsstraße 346 bezeichnet.

## Verlauf
Die Mariazeller Straße nimmt ihren Anfang im Stadtgebiet von St. Pölten, an der Bundesstraße 1, und damit im weiten Traisental. Südwärts geht es nun am weiten westlichen Talboden gebündelt mit der Traisentalbahn bis etwa Wilhelmsburg, wo die sich das Tal zwischen Türnitzer Alpen und Wienerwald zu verengen beginnt. Bei Traisen fädelt die Hainfelder Straße ostwärts ins Gölsental aus, über die Bezirkshauptstadt Lilienfeld sowie Freiland wird Türnitz erreicht. Von Türnitz aus steigt die Landesstraße entlang der Türnitz bis Annaberg auf, gelangt anschließend talauswärts am Lassingbach bis zur Einmündung der Puchenstubner Straße und von dort weiter nach Wienerbruck, wo sie auf die Mariazellerbahn trifft. Während diese das Obergeschoß der Ötschergräben weiter nach Mariazell nützt, passiert die Straße den über 1000 m Seehöhe liegenden Josefsberg in einen östlichen Seitengraben der Erlauf – den Eselsgraben – hinein. Um den Eselsgraben zu umfahren, wird ein kleiner Höhenrücken überquert, an dessen Südseite die Mariazeller Straße hinunter ins eigentliche Erlauftal bei Mitterbach führt. Im Hochtal geht es, wieder parallel zur Mariazellerbahn, an Mariazell vorbei hinunter ins Salzatal. Dabei zweigen in Mariazell ostwärts die Gutensteiner Straße entlang der Salza und in Rasing die Zellerrain Straße westwärts Richtung Gaming ab.

Bei Gußwerk wird das Salzatal – im Gegensatz zur Hochschwabstraße, welche nach Palfau führt – wieder verlassen; die Straße folgt nunmehr dem Gollradbach bergauf im dünn besiedelten Tal über den Brandhof bis zum Steirischen Seeberg. Serpentinenreich fällt die Straße vom Pass hinab nach Seewiesen, wo der vom Hochschwab ausgehende Seebach den Seegraben als natürlichen Korridor geformt hat. Am auf einer Schulter der Bürgeralm gelegenen Ort Aflenz vorbei gelangt die Trasse bei Thörl in das enge Tal des Thörlbachs, dessen zahlreiche Flusswindungen parallel zur ehemaligen Thörlerbahn bis Kapfenberg im Mürztal auszufahren sind. 